# Lista de ilhas da Guiné-Bissau
Lista de ilhas da Guiné-Bissau é uma lista das ilhas que integram a Guiné-Bissau. 

## Arquipélago dos Bijagós
Somente no arquipélago dos Bijagós são as seguintes ilhas (ilhas muito pequenas e ilhotas não foram citadas):
Grupo de Bolama
- Arcas (ou Areias)
- Bolama
- Cobras
- Galinhas
- Mancebo

Grupo de Bubaque
- Anagaru
- Bubaque
- Canhabaque (ou Roxa)
- Rubane
- Sogá

Grupo de Caravela
- Carache
- Caravela
- Porcos (ou Carachezinho)

Grupo de Formosa (Urok)
- Chediã (ou Maio)
- Formosa
- Ilhéu de Acoco
- Ilhéu de Quai
- Ilhéu de Ratum
- Nago (ou Ponta)

Grupo de João Vieira e Poilão
- Cavalos
- João Vieira
- Meio
- Poilão

Grupo de Orango
- Canogo
- Ilhéu de Adonga
- Ilhéu de Anhetibe
- Ilhéu de Canuopa
- Imbone
- Meneque
- Orango
- Orangozinho

Grupo de Unhacomo
- Unhacomo
- Unhacomozinho (ou Equinado)

Grupo de Uno
- Edana
- Eguba
- Enu
- Une
- Uno
- Uracane

## Arquipélago de Bissau
No arquipélago de Bissau são as seguintes ilhas:
- Âncora
- Bissau
- Catarina
- Ilhotes Caió
- Ilhotes de Macacão
- Ilhéu de Bandim
- Ilhéu do Rei
- Jata (ou Jeta)
- Lisboa
- Mantambua
- Mosquitos
- Pássaros
- Pecixe

## Arquipélago de Como, Melo e Tristão
No arquipélago Como, Melo e Tristão existem muitas ilhas que estão em território da Guiné-Conacri, dentre as quais a ilha Tristão, a ilha Kapken, a ilha Katchla, a ilha Katenk, a ilha Kassiguéli e a ilha Taïdi, além de inúmeras ilhas menores. No lado guinéu-bissauense são as seguintes ilhas:
- Caiar
- Catunco
- Colbert
- Como
- Melo
- Ilhéu de Cote
- Infada

## Ilhas fluviais

### Rio Geba
No rio Geba existem as seguintes ilhas fluviais:
- Ilhéu Diogo Gomes
- Ilhéu Seco

### Rio Cacheu
No estuário do rio Cacheu existem as seguintes ilhas fluviais:
- Arrame
- Djobel
- Elia